# Codex Sangallensis 484

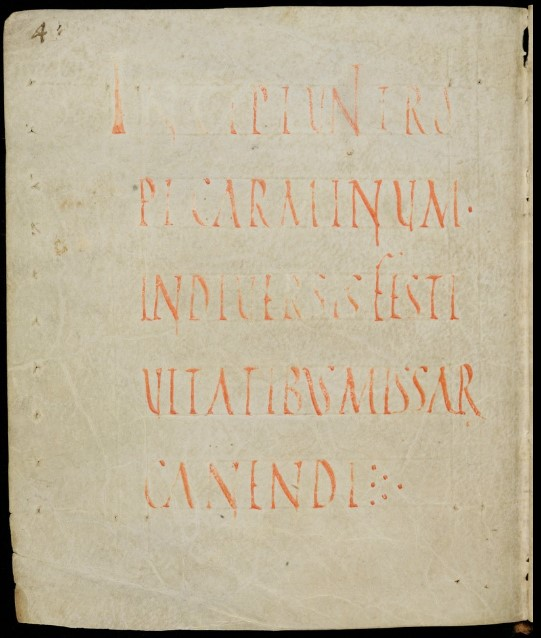
Titelseite des Codex Sangallensis 484: Incipiunt tropi carminum in diversis festivitatibus missarum canendi

Der Codex Sangallensis 484 (Signatur Cod. Sang. 484) ist eine frühmittelalterliche Musikhandschrift, die im Kloster St. Gallen geschrieben wurde und in der Stiftsbibliothek St. Gallen aufbewahrt wird. Die Handschrift ist bekannt für ihre ausführliche Sammlung von sogenannten Tropen, also melodischen oder textuellen Erweiterungen zu zuvor bestehenden liturgischen Gesängen. Da es sich bei dieser Handschrift um eine der umfangreichsten Sammlungen dieser Tropen aus dem ostfränkischen Reich handelt, spielt sie zugleich in der Musikgeschichte eine wichtige Rolle.

## Beschreibung
Mit einer Größe von 10 cm × 8 cm handelt es sich um eine Handschrift sehr kleinen Formats. Der Inhalt des Codex beläuft sich auf 318 sowie 2 nachträglich paginierte Seiten aus Pergament. Hierfür wurden hauptsächlich die Ränder von Ziegen-, Schafs- und selten Kalbshäuten verwendet. Der Einband der Handschrift wurde wahrscheinlich bei der letzten Restaurierung erneuert, wobei der ursprüngliche Ledereinband aus dem 16. Jahrhundert durch Halbleder ersetzt wurde. Die Zusammenstellung der Handschrift wird auf einen Hauptschreiber und -sammler des 10. Jahrhunderts zurückgeführt.

## Geschichte
Eingeordnet werden können die Ursprünge der Handschrift in einen größeren Prozess der Tropierung und der Erweiterung der ursprünglich römischen Liturgie, die nicht nur durch die drei einflussreichen Figuren Tuotilo, Notker und Ratpert im Kloster St. Gallen geprägt wurde, sondern auch im größeren Kontext des gesamten Frankenreichs stattgefunden hatte. In seinem Ursprung geht dieser Prozess auf ein Kapitular Karls des Großen zurück, in welchem er unter anderem die vollständige Beherrschung sowie den Vollzug der existierenden römischen Liturgie durch den Klerus forderte. Daraus entwickelte sich im Frankenreich ein Prozess der Verschriftlichung und somit der Sicherung liturgischen Materials in Form von Texten und der damals neuartigen Neumennotation, mit welchem auch die Erfindung neuen Materials in From von Sequenzen und Tropen einherging und welcher bis nach dem 10. Jahrhundert anhielt. Die fränkische Aneignung älterer Liturgie in St. Gallen ist in ihrer Quantität und Qualität einzigartig und wird in der Produktion von mehreren musikalisch-liturgischen Handschriften reflektiert, von welchen der Cod. Sang. 484 eine wichtige Stellung einnimmt.
Die anfängliche Zusammenstellung durch den Hauptschreiber wird im zweiten Viertel des 10. Jahrhunderts angesetzt, wobei im Laufe der Zeit weitere Schreiber Ergänzungen vornahmen. Aufgrund der Hand wird vermutet, dass es sich beim Hauptschreiber um einen Mönch des Klosters namens Salomon handelte, der später auch den Codex Sangallensis 381 zusammenstellte. Gestützt wird diese Annahme durch eine zwischen 926 und 928 datierte und mit "Salomon" unterzeichnete Urkunde, deren Schreiberhand mit der Hand des Codex identifiziert werden konnte. In der Fachliteratur herrschen dennoch Restzweifel bezüglich des Namens des Autors, weshalb in den meisten Publikationen die neutrale Bezeichnung Σ (Sigma) verwendet wird.

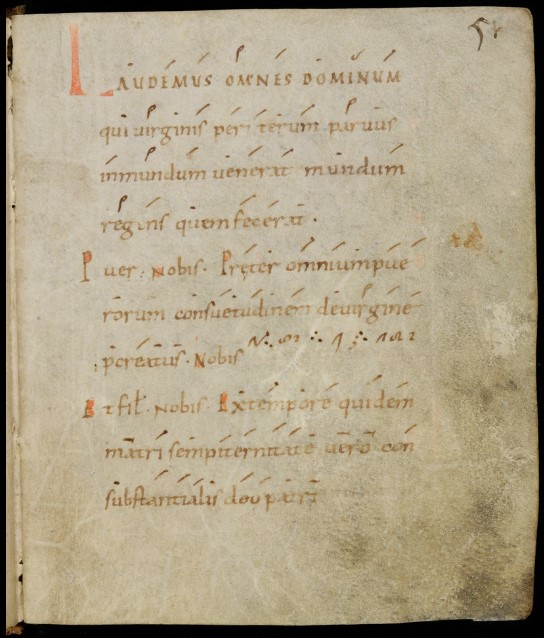
Beispiel der Neumennotation des Codex Sangallensis 484

Auffallend sind bei dieser Handschrift diverse Korrekturen, die während des Sammelprozesses vorgenommen wurden. Diese haben oft die Form von Rasuren und der Verschiebung von Material, wie zum Beispiel durch Einfügung von Blättern an mehreren Stellen. Solche Hinweise deuten darauf hin, dass der Verfasser der Handschrift einige Mühe mit der richtigen Anordnung der Texte hatte und fehlerhafte Einträge nachträglich korrigieren musste. Erklärt werden können die Mühen und Unbeholfenheiten dadurch, dass dieser Codex Teil eines Prozesses der Tropensammlung war, der wohl zu dieser Zeit im Kloster stattfand. Dabei wurden Gesänge und Melodien von verstreuten Einzeldokumenten zusammengetragen und in Buchform kopiert und festgehalten. Zur Motivation hinter dieser Zentralisierung von liturgischem Material wird spekuliert, dass diese als Reaktion auf den Einfall der Ungaren in St. Gallen vorgenommen wurde. Bei der Wiederherstellung eines regulierten Klosterlebens spielte die Instandhaltung der Liturgie eine wichtige Rolle. Die unorganisierte Struktur der Handschrift mit wohl in Antizipation von neuen Materialfunden leer gelassenen oder eingefügten Seiten lässt darauf schließen, dass der Sammler keine Übersicht über die vorhandenen Bestände hatte, die möglicherweise zum Teil dem Einfall zum Opfer gefallen waren.
Aufgrund struktureller Ähnlichkeiten wird zudem auch angenommen, dass der Cod. Sang. 484 als Vorlage für den späteren Cod. Sang. 381 benutzt wurde: Letzterer weist dieselbe Anordnung von Tropen, Sequenzmelodien und Gesängen auf, wurde aber durch weitere Elemente ergänzt. Ebenso wurde dieser Codex nicht in demselben Masse korrigiert, was die These bekräftigt, dass der Cod. Sang. 484 als inkomplette, aber wegweisende Vorlage für den Cod. Sang. 381 fungierte. Es lässt sich daraus schließen, dass der Cod. Sang. 484 wahrscheinlich nicht für die liturgische Praxis beabsichtigt, sondern lediglich als Referenz für die Zusammenstellung späterer Codices benutzt wurde.

## Aufbau
Der Codex beginnt mit einem griechischen Tropus auf der ersten Seite und einem lateinischen Prozessionsgesang auf Seite 3. Darauf folgt eine der umfangreichsten bekannten Sammlungen von Tropen aus dem ostfränkischen Reich, die hauptsächlich zur Erweiterung des bestehenden liturgischen Repertoire benutzt wurden. Die vierte Seite leitet diese mit folgenden Worten ein: "Incipiunt tropi carminum in diversis festivitatibus missarum canendi" (Hier beginnen die Tropen, die zu den Messgesängen der verschiedenen Feste zu singen sind). Viele der gesammelten Tropen sind Gesänge, die als Ergänzung zu älteren Gesängen benutzt wurden, die Aussagen ihrer Texte in musikalischer Form aufnahmen oder ältere liturgische Gesänge erweiterten. Ergänzt werden die Tropen durch eine Musiknotation in Form von unlinierten Neumen, einer für damals neuartigen Aufzeichnungsweise für Melodien.
Der Kompilator des Codex konnte auf eine bereits bestehende Dichtungstradition im Kloster St. Gallen zurückgreifen. Einige der gesammelten Tropen können Tuotilo zugewiesen werden. Es wird ferner angenommen, dass der Kompilator von der Sequenzensammlung im Liber Ymnorum Notkers inspiriert wurde, auch Tropen systematisch zu sammeln.

### Gliederung
| Inhalt                           | Seitenangabe | Beschreibung |
| -------------------------------- | ------------ | --- |
| Propriumstropen                  | 4-201        | Tropen zu den je nach Kirchenjahr oder Anlass wechselnden Messgesängen                                                                                     |
| Ordinariumsgesänge und -tropen   | 202-256      | Liturgische Gesänge, die die unveränderlichen Teile der Messe darstellten, mit dazugehörigen Tropen                                                        |
| Sequenzmelodien                  | 258-297      | Liturgische Gesänge, die in der Messe zwischen Alleluia und Evangelium stehen, Teil des Propriums. Hier niedergeschrieben sind nur die Melodien ohne Texte |
| Ordinariumsgesänge und Nachträge | 298-318      | Weitere gleichbleibende Messgesänge und Nachträge zur Sammlung                                                                                             |

## Rezeption
Vor allem im sogenannten goldenen Zeitalter des Klosters zu Zeiten Notkers, Ratperts und Tuotilos war St. Gallen für die Ingenuität und Qualität der produzierten Dichtungen bekannt. Dementsprechend erfreuten sich einzelne Tropen einer sehr breiten Rezeption im europäischen Raum: Tuotilos Tropus "Hodie cantandus est" zum Introitus "Puer natus est" findet sich zum Beispiel in über 100 Handschriften Europas wieder. Konzentriert sind diese Kopien vor allem im deutschsprachigen Raum; allerdings wurde auch eine nicht unbedeutende Anzahl an Kopien in Südfrankreich, im Elsass und in Norditalien nachgewiesen. Auch weitere Tropen tauchen in mehreren Handschriften in diesen Territorien auf, jedoch nicht mit derselben Häufigkeit.